# Ludvig Eikaas
Ludvig Eikaas (født 20. december 1920 i Jølster, død 5. september 2010) var en norsk kunstmaler, grafiker og kunstprofessor. Navnet kan også staves Ludvik Eikaas. Han blev regnet som en svært central kunstner i den sidste halvdel af 1900-talet pga hans arbejde med maling, skulpturer og særlig grafik. Han blev professor på Kunstakademiet i Oslo i 1970. Eikaasgalleriet blev opkaldt efter ham, da han gav en stor samling kunst til Jølster kommune.
Eikaas var ridder af første klasse af St. Olavs Orden.
Han var gift med tekstilkunstneren Synnøve Anker Aurdal (1908-2000).

## Uddannelse
- Statens Håndverks- og Kunstindustriskole 1942-46
- Kunstakademiet 1946-48
- Kunstakademiet i København 1948